# Fenestroleon douglasi
Fenestroleon douglasi is een insect uit de familie van de mierenleeuwen (Myrmeleontidae), die tot de orde netvleugeligen (Neuroptera) behoort. 
Fenestroleon douglasi is voor het eerst wetenschappelijk beschreven door New in 1985.